# Ross Blacklock
Ross Blacklock (Missouri City, 9 luglio 1998) è un giocatore di football americano statunitense che milita nel ruolo di defensive end per i Jacksonville Jaguars della National Football League (NFL).

## Carriera universitaria
Blacklock al college giocò a football con i TCU Horned Frogs dal 2016 al 2019. Dopo avere passato la sua prima stagione come redshirt, poteva cioè allenarsi con la squadra ma non scendere in campo, l'anno seguente divenne titolare della difesa di TCU che per la prima volta raggiunse la finale della Big 12 Conference. Per le sue prestazioni fu premiato come difensore dell'anno della sua conference e come Freshman All-American  dalla Football Writers Association of America.
Dopo avere perso tutta la stagione 2018 per la frattura a una mano, Blacklock tornò in campo nel 2019, venendo inserito nella formazione ideale della Big 12. A fine anno annunciò la sua intenzione di passare tra i professionisti.

## Carriera professionistica

### Houston Texans
Blacklock venne scelto nel corso del secondo giro (40º assoluto) del Draft NFL 2020 dagli Houston Texans. Nella sua stagione da rookie non rispettò le attese assiociate alla sua alta scelta del draft e mise a segno 12 tackle in 15 presenze.

### Minnesota Vikings
Il 30 agosto 2022 Blacklock e una scelta del settimo giro furono scambiati con i Minnesota Vikings per una scelta del sesto giro.

### Jacksonville Jaguars
Il 4 settembre 2023 Blacklock firmò con la squadra di allenamento dei Jacksonville Jaguars.